# لیام دیویس (بازیکن فوتبال، زاده ۱۹۹۰)
لیام دیویس (انگلیسی: Liam Davis؛ زادهٔ ۸ نوامبر ۱۹۹۰) بازیکن فوتبال است.